# أرشيبالد إي. ستيفنسون
أرشيبالد إي. ستيفنسون (بالإنجليزية: Archibald E. Stevenson)‏ هو محامي أمريكي، ولد في 23 سبتمبر 1884 في نيويورك في الولايات المتحدة، وتوفي في 10 فبراير 1961.